# Personaggi di West Wing - Tutti gli uomini del Presidente
Elenco dei personaggi apparsi o menzionati nella serie televisiva West Wing - Tutti gli uomini del Presidente. Molti attori noti sono apparsi nella serie, tra cui John Goodman, John Larroquette, Christopher Lloyd, Ed O'Neill, Matthew Perry, Patricia Richardson, Lily Tomlin, Wayne Wilderson, e Daniel Von Bargen.

## Staff della Casa Bianca
- Joshua "Josh" Lyman – Bradley Whitford: Vice Capo dello Staff della Casa Bianca (Stagioni 1–6); Manager della campagna elettorale di Matthew Santos per le primarie democratiche e successivamente Manager della campagna Santos-McGarry(Stagioni 6–7); Capo dello Staff della Casa Bianca nell'Amministrazione Santos (Stagione 7).
- Leo McGarry – John Spencer: capo dello staff della Casa Bianca (stagioni 1–6); consigliere speciale del Presidente (stagione 6); candidato democratico alla vicepresidenza (stagioni 6–7) e Vicepresidente eletto degli Stati Uniti (stagione 7). In precedenza segretario al lavoro e veterano del Vietnam; personaggio espunto dal cast nel 2005 dopo la morte dell'attore che lo interpretava.
- Claudia Jean "C.J." Cregg – Allison Janney: Portavoce della Casa Bianca (Stagioni 1–6); Capo dello Staff della Casa Bianca (Stagioni 6–7); è interpretata da Allison Janney. Per questo ruolo l'attrice è stata candidata sei volte agli Emmy Awards dal 2000 al 2006 ed è stata premiata quattro volte (due come attrice non protagonista, nel 2000 e nel 2001; due come attrice protagonista nel 2002 e nel 2004). Il personaggio è vagamente ispirato alla figura di Dee Dee Myers, prima donna Portavoce della Casa Bianca e consulente della serie. Per il ruolo di C.J. era stata considerata anche l'attrice guyanese CCH Pounder, ma alla fine le fu preferita la Janney. Originaria di Dayton, Ohio, C.J. perse sua madre da bambina e il padre si risposò due volte, l'ultima delle quali con una giovane insegnante di nome Molly. Oltre alla sorellastra Libby, C.J. ha almeno due fratelli più grandi, fanatici del golf e la figlia di uno di loro si chiama Hogan (in onore a Ben Hogan). C.J. ha una statura piuttosto elevata (all'incirca 1.80 m) ed è molto più alta degli altri membri dell'amministrazione, fra cui lo stesso presidente Bartlet. Laureata in scienze politiche a Berkeley, prima di collaborare per Bartlet, C.J. guadagnava 550.000$ lavorando per una nota società di pubbliche relazioni. Tuttavia lo stesso giorno in cui venne licenziata, Toby Ziegler le offrì un impiego nella campagna elettorale di Bartlet. Una volta vinte le elezioni, C.J. fu nominata Portavoce della Casa Bianca per via del suo carattere deciso e delle sue abilità dialettiche. Quando C.J. diviene oggetto di alcune minacce di morte, viene posta sotto la protezione dei servizi segreti, che le assegnano come guardia del corpo l'agente Simon Donovan. I due intraprendono una relazione, ma poi Donovan viene ucciso durante una rapina in un negozio di alimentari a New York. Un'altra relazione importante di C.J. è quella con Danny Concannon, corrispondente del Washington Post. La storia però viene interrotta dalla donna per paura di un conflitto di interesse. Nella quinta stagione emerge che C.J. e il Vicepresidente John Hoynes hanno avuto una storia di una notte alcuni anni prima, sebbene l'uomo fosse sposato. La Cregg confessa di considerare l'accaduto uno dei peggiori errori della sua vita. Quando Leo McGarry lascia il suo posto dopo un infarto, C.J. viene raccomandata proprio da lui per sostituirlo nell'incarico di Capo di gabinetto della Casa Bianca. Inizialmente la donna viene criticata a causa della sua scarsa esperienza in politica estera, ma alla fine si dimostra molto competente in occasione di un consiglio delle Nazioni Unite riguardo al conflitto del Darfur. Dopo la fine dell'amministrazione Bartlet, a C.J. viene proposto dal nuovo Presidente l'incarico di consigliere anziano, ma dopo alcuni ripensamenti la donna rifiuta per accettare un'offerta di lavoro di un'organizzazione no-profit in California. In conclusione della serie, un flashforward ambientato tre anni dopo mostra C.J. felicemente sposata con Danny e madre di un bambino.
- Charles "Charlie" Young – Dulé Hill: Assistente personale del Presidente (Stagione 1–6); Vice Assistente speciale del Capo dello Staff C.J. Cregg (Stagioni 6–7). L'episodio finale rivela che accetterà una cattedra alla Georgetown University. Il personaggio sarebbe originariamente dovuto apparire già dal primo episodio, ma alla fine la sua parte venne modificata e Charlie comparve per la prima volta solo nel terzo episodio, dopo le lamentele della NAACP per via del cast composto interamente da attori di razza caucasica. Charlie è un giovane studente afroamericano della Georgetown University che si presenta alla Casa Bianca in cerca di un lavoro da fattorino. In precedenza ha lavorato come cameriere[1] e caddie[2]. La madre di Charlie, agente di polizia, fu uccisa in servizio nel giugno del 1999. La notte della sua morte, la donna non doveva lavorare, ma fu convinta da Charlie a cambiare il suo turno[3]. Il padre invece ha lasciato suo figlio a prendersi cura da solo della sorella minore Deena. Inizialmente Charlie non si iscrive all'università per mantenere economicamente sua sorella, pur avendo ottimi voti, ma alla fine decide di frequentare la scuola di sera. Arrivato alla Casa Bianca per un colloquio di lavoro, viene notato da Debbie Fiderer, che lo raccomanda come assistente del Presidente al posto del figlio di un influente politico democratico. Charlie viene assunto e qualche tempo più tardi comincia a frequentare Zoey, la figlia minore del Presidente Bartlet. La relazione interrazziale fra i due diviene oggetto di critiche da parte di un gruppo di suprematisti bianchi, che arriva a tendere un agguato a Charlie mentre ritorna con Bartlet da un incontro in Virginia. Nella sparatoria Young resta illeso, Bartlet e due altre persone vengono colpiti in modo lieve e Josh Lyman viene ferito gravemente. Dopo l'attentato Charlie e Zoey si vedono solo un'altra volta e poi interrompono la relazione per motivi non precisati. Nelle stagioni successive si scopre che l'interesse di Charlie nei confronti di Zoey non è del tutto sopito, ma la stessa ragazza ammette di essere confusa riguardo al loro rapporto. In seguito Charlie intraprende una breve relazione con Michelle Anders e poi lui e Zoey ritornano insieme nella sesta stagione, sebbene alla fine della serie non sia chiaro lo status del loro rapporto. Il legame fra Charlie e il Presidente è molto forte, tanto che Bartlet lo considera come un figlio. In un'occasione il Presidente regala a Charlie un coltello realizzato da Paul Revere, che viene tramandato da generazioni nella famiglia Bartlet. Dopo la laurea, tuttavia Charlie è obbligato a mantenere la promessa fatta al Presidente (licenziarsi da assistente una volta laureato), ma non riuscendo ad abbandonare la Casa Bianca, cerca un altro impiego all'interno dell'Ala Ovest. C.J. Cregg, appena promossa a Capo di gabinetto della Casa Bianca, gli offre un lavoro come suo assistente speciale, che Charlie accetta. Durante l'ultimo giorno di Bartlet come Presidente, Charlie gli rivela di essere stato ammesso alla scuola di legge (anche grazie alla sua raccomandazione) e il Presidente gli regala una copia della Costituzione che gli era stata donata da suo padre quando era ragazzo.
- Donnatella "Donna" Moss – Janel Moloney: Capo Assistente di Josh Lyman (Stagioni 1–6); Consulente per i media e Portavoce della campagna elettorale di Bob Russell per le primarie democratiche (Stagione 6); Vice Portavoce della campagna Santos-McGarry (Stagione 7); Capo dello Staff della First Lady (Stagione 7).
- Tobias Zachary "Toby" Ziegler – Richard Schiff: Direttore delle Comunicazioni della Casa Bianca (Stagioni 1–7). Uomo di mente brillante con un carattere apparentemente scostante e a volte arrogante; la sua competenza e lealtà vengono però riconosciute dall'intero staff e dal Presidente stesso. Seguì sotto la direzione di Leo McGarry la campagna presidenziale di Bartlet e, quando le cose si misero apparentemente a sfavore del candidato, Leo licenziò tutti fuorché Toby[4]. Ha un fratello astronauta a cui non sembra essere molto legato[5] ed è di religione ebraica[6]. È stato lui a offrire a CJ, sua amica, il lavoro di addetta stampa alla campagna presidenziale.
- Samuel Norman "Sam" Seaborn – Rob Lowe: Vicedirettore delle Comunicazioni della Casa Bianca (Stagioni 1–4); Candidato democratico al Congresso (Stagione 4);  Vice Capo dello Staff della Casa Bianca nell'Amministrazione Santos. Per questo ruolo l'attore è stato candidato due volte ai Golden Globe (nel 2000 e nel 2001) e una agli Emmy (nel 2001). Alcuni tratti del personaggio sono ispirati a Joe Lockhart, Portavoce della Casa Bianca sotto l'amministrazione Clinton. Il ruolo di Sam era stato proposto anche a Bradley Whitford, a cui poi fu affidata la parte di Josh Lyman. Nato e cresciuto a Laguna Beach, in California, Sam si laureò magna cum laude a Princeton. In varie occasioni egli dimostra di essere molto legato a questa scuola, tanto che il suo nome in codice per i servizi segreti è proprio "Princeton". Successivamente Sam divenne un avvocato dopo aver frequentato la Duke Law School ed entrò nello staff di alcuni deputati del Congresso prima di accettare un lavoro in un importantissimo studio legale di New York. Dopo sette anni Sam ricevette la visita di un suo vecchio amico, Josh Lyman, che gli propose un impiego come speechwriter (redattore di discorsi politici) nella campagna elettorale presidenziale di John Hoynes. L'uomo decise di rifiutare la proposta, avendo un lavoro ben retribuito ed essendo in procinto di sposarsi. In realtà il fidanzamento terminò poco dopo e la posizione lavorativa di Sam cominciò a vacillare quando la sua moralità lo portò ad andare contro il suo capo. Intanto Josh conobbe Josiah Bartlet, l'avversario alle primarie di Hoynes e, conquistato dal suo carisma, decise di lasciare la campagna di Hoynes per lavorare con lui, convincendo Sam a seguirlo. Dopo la vittoria di Bartlet, Sam venne nominato Vicedirettore delle Comunicazioni della Casa Bianca. I rapporti sentimentali di Sam non sono mai andati a buon fine: prima di accettare l'incarico nella campagna di Bartlet era fidanzato con Lisa Sherborne e i due stavano per sposarsi, ma il loro rapporto si interruppe all'improvviso e le nozze saltarono. Successivamente Sam ebbe una storia con una studentessa di legge, Laurie, ignorando che la ragazza lavorasse come squillo. In seguito frequentò per qualche tempo la figlia di Leo McGarry, Mallory O'Brien, ma il loro rapporto venne scherzosamente osteggiato dal padre della ragazza. Una delle caratteristiche fondamentali del carattere di Sam è il suo idealismo: egli crede fortemente nel fare la cosa giusta, sebbene ciò comporti problemi a livello politico. Sam ama profondamente la sua patria e pensa di dover decidere una determinata strategia politica in base alle conseguenze che essa comporta ai cittadini americani. Per questo spesso Sam viene in contrasto con molti altri membri dell'amministrazione, che sono disposti a sacrificare parzialmente i propri ideali per fini politici. Altra caratteristica di Sam è il suo talento nello scrivere discorsi. Oltre ad essere molto veloce nell'idearli, è anche molto meticoloso e non presenta mai il proprio lavoro senza averlo rivisto e corretto scrupolosamente. Nella quarta stagione Sam decide di concorrere per un'elezione particolare: il quarantasettesimo distretto congressuale della California infatti era stato conteso fra due candidati, il democratico Horton Wilde e il repubblicano in carica Chuck Webb. Prima delle elezioni però Wilde era morto e il direttore della sua campagna, Will Bailey, aveva comunque deciso di proseguire con il lavoro. Sam era rimasto profondamente colpito dalla perseveranza di Bailey e si era offerto di sostituire Wilde nelle elezioni speciali in caso l'uomo avesse vinto. In effetti Wilde vinse le elezioni anche se morto e Sam decise di rispettare la sua promessa, con l'incoraggiamento del Presidente Bartlet. Sam raccomandò Will Bailey per sostituirlo alla Casa Bianca e poi si lanciò nella sfida delle elezioni. Fino alla settima stagione non fu chiarito se Sam avesse vinto le elezioni, benché lo stesso Seaborn non nutrisse grandi aspettative. Nell'ultimo episodio emerge che Sam ha perso contro Webb e, dopo aver rifiutato l'incarico di consigliere del Presidente, ha accettato un'offerta di lavoro da parte di un piccolo studio legale di Los Angeles. Dopo l'elezione a Presidente di Matt Santos, Josh (nominato Capo di gabinetto della Casa Bianca) propone a Sam un lavoro come suo vice, che lui accetta con piacere.
- William "Will" Bailey – Joshua Malina: Vicedirettore delle Comunicazioni della Casa Bianca (Stagioni 4–5); Capo dello Staff del Vicepresidente Bob Russell (Stagioni 5–7); Direttore delle Comunicazioni della Casa Bianca (Stagione 7); Deputato al Congresso per il Quarto Distretto dell'Oregon (dopo la fine della serie).
- Annabeth Schott – Kristin Chenoweth: Vice Portavoce della Casa Bianca (Stagione 6); Membro dello Staff della campagna Santos-McGarry (Stagione 7); Portavoce della First Lady (Stagione 7).
- Madeline "Mandy" Hampton – Moira Kelly: Ex fidanzata di Josh Lyman. Consulente politico durante la prima campagna per Bartlet Presidente. Successivamente lavora come consulente per la Lennox-Chase. Dopo aver lavorato per un breve periodo nello Staff del Senatore democratico Lloyd Russell, viene assunta alla Casa Bianca come consulente politico e Direttore per i media. Non appare e non viene più nominata dopo la fine della prima stagione.
- Angela Blake – Michael Hyatt: Lavorava per Leo McGarry quando era Segretario al Lavoro. Viene assunta nella stagione 5 come Direttore degli Affari Legislativi per supportare Josh Lyman. Non appare e non viene più menzionata quando, dopo la fine della crisi di bilancio, Josh riassume piena autonomia.
- Clifford "Cliff" Calley – Mark Feuerstein (R): Primo Consigliere della Commissione Riforma del Governo e Vigilanza del Congresso durante l'indagine sulla sclerosi multipla del Presidente Bartlet; Vice Capo dello Staff della Casa Bianca (Stagione 7).
- Amelia "Amy" Gardner – Mary-Louise Parker: Capo della Coalizione per la Leadership delle Donne e influente attivista per I diritti delle donne. Lavora come consulente politico per il Senatore Howard Stackhouse durante la sua corsa alla Presidenza. Successivamente viene assunta come Capo dello Staff della First Lady. Si dimette dopo un litigio con il Presidente (Stagioni 3-5). Al termine della stagione 7 accetta di diventare Direttore degli Affari Legislativi nell'Amministrazione Santos.

### Altri membri dello Staff della Casa Bianca
- Mrs. Dolores Landingham – Kathryn Joosten (e Kirsten Nelson nei flashback dell'episodio  "Le due cattedrali"): Segretaria personale del Presidente (Stagioni 1–2). È molto fiera di lavorare alla Casa Bianca ma, nonostante sia a stretto contatto con importanti membri dello Staff e col Presidente stesso, non se ne lascia intimorire e tratta tutti, seppur con rispetto, con atteggiamento materno offrendo o rifiutando di offrire i biscotti fatti da lei e che tiene sempre in un barattolo sulla sua scrivania. Era madre di due gemelli che si sono arruolati volontari per la guerra del Vietnam e che sono rimasti uccisi un giorno di Natale[7]. Muore in un incidente d'auto nel penultimo episodio della seconda stagione. Appare in alcuni flashback durante le stagioni 3 e 4. Spesso ci si riferisce a lei semplicemente come alla "Signora Landingham".
- Deborah "Debbie" Fiderer – Lily Tomlin: Segretaria personale del Presidente dopo la morte della Signora Landigham (Stagioni 4-7). Per questo ruolo nel 2002 l'attrice è stata candidata agli Screen Actors Guild Awards come migliore attrice in una serie drammatica. Dopo la morte della signora Landingham, Bartlet è restio ad assumere una nuova segretaria, ma circa un anno dopo viene obbligato a farlo dal suo staff. Nessuno dei colloqui ha esito positivo, perché il Presidente non riesce a trovare nelle candidate le caratteristiche che amava nella signora Landingham. Quando Charlie Young viene a conoscenza delle selezioni indette da Bartlet, decide di cercare una sua vecchia conoscenza, Debbie Fiderer. La donna, un tempo impiegata alla Casa Bianca, ora vive in una casa isolata allevando alpaca e non ne vuole sapere di ritornare nel suo vecchio ambiente di lavoro. Charlie tuttavia riesce a convincerla e le organizza un colloquio con Bartlet. Debbie si presenta nello Studio Ovale visibilmente ubriaca e sotto effetto di medicinali. Ovviamente non sortisce una buona impressione sul Presidente, arrivando a rivelargli di essere una giocatrice d'azzardo e così Bartlet la manda via reputandola una pazza. Nel secondo episodio della quarta stagione, Debbie riesce ad ottenere un nuovo colloquio con Bartlet, che è sempre più rassegnato nella ricerca della segretaria. La donna viene molto raccomandata sia da Charlie che da Sam Seaborn, ma durante l'incontro il Presidente si convince ancor più dell'inadeguatezza di Debbie. Quando le chiede il motivo del suo licenziamento dall'Ufficio del Personale della Casa Bianca, la Fiderer si rifiuta di rispondere e aggira la domanda, mandando su tutte le furie Bartlet, che quindi la invita ad uscire dal suo studio. All'esterno dello Studio Ovale Debbie si imbatte nel suo vecchio superiore, Donald McKitteridge, che le urla contro di non farsi mai più vedere alla Casa Bianca, ma immediatamente Bartlet riesce a ricordare e collega le informazioni sconnesse che gli ha fornito Debbie: la donna fu licenziata per aver raccomandato Charlie come assistente del Presidente, al posto del figlio di un potente politico del Partito Democratico. Bartlet si precipita a rincorrere Debbie e dopo averla raggiunta, le chiede le quotazioni economiche del dollaro: alla sua risposta precisa ed esatta, Bartlet la assume. Il carattere spigoloso, eccentrico e sarcastico di Debbie la porta spesso a mettere in difficoltà il Presidente Bartlet. Ad esempio viene alla luce che anni prima, criticando la posizione dell'amministrazione riguardo alla contaminazione delle acque nel terzo mondo, Debbie aveva affermato che "anche mettendo dell'arsenico nell'acqua del Presidente Bartlet, lui dirà che la responsabilità è della Banca Mondiale". Debbie teme di perdere il posto e si scusa con Bartlet, il quale la rassicura e non la licenzia, spiegandole che ha dimostrato classe riferendosi a lui come al "Presidente Bartlet". Insieme a Abbey Bartlet, Debbie è la persona più attenta a impedire che il carico di lavoro appesantisca Bartlet, per via della sclerosi multipla. Perciò installa nuove funzioni al suo telefono e gestisce rigidamente gli impegni e gli appuntamenti del Presidente. Debbie è una fan del Presidente Truman e musicalmente ama il rock. Precedentemente è stata sposata con un certo DiLaguardia e durante il matrimonio ha usato il cognome del marito. In un'occasione ha dichiarato di aver avuto una storia tempestosa con un cowboy durante la "Summer of Love".
- Margaret Hooper – NiCole Robinson: Assistente del Capo dello Staff Leo McGarry (Stagioni 1-6) e C.J. Cregg (Stagioni 6-7). Rimane incinta durante la sesta stagione, ma non vengono date informazioni riguardo al padre e il bambino non compare mai nella serie.
- Bonnie – Devika Parikh: Assistente del Direttore delle Comunicazioni Toby Ziegler (Stagioni 1–5).
- Ginger – Kim Webster: Assistente del Direttore delle Comunicazioni Toby Ziegler (Stagioni 1–7).
- Carol Fitzpatrick – Melissa Fitzgerald: Assistente della Portavoce C.J. Cregg (Stagioni 1–7).
- Cathy – Suzy Nakamura: Assistente del Vicedirettore delle Comunicazioni Sam Seaborn (Stagione 1).
- Elsie Snuffin – Danica McKellar: Assistente del Vicedirettore delle Comunicazioni Will Bailey (Stagione 4). È anche la sua sorella adottiva.
- Cassie Tatum – Claire Coffee: Stagista presso l'Ufficio Stampa della Casa Bianca (Stagione 4).
- Lauren Romano – Lara Phillips: Stagista presso l'Ufficio Stampa della Casa Bianca (Stagione 4).
- Lauren Shelby – Kimberlee Peterson: Stagista presso l'Ufficio Stampa della Casa Bianca (Stagione 4).
- Lauren Chin – Catherine Kwong: Stagista presso l'Ufficio Stampa della Casa Bianca (Stagione 4).
- Marina ("Rina") – Melissa Marsala: Assistente del Direttore delle Comunicazioni Toby Ziegler (Stagione 5).
- Nancy – Renée Estevez: Assistente personale del Presidente (Stagioni 1–7).
- Ed (Peter James Smith) e Larry (William Duffy): Membri dello Staff della Casa Bianca che normalmente compaiono solitamente insieme in diverse puntate.
- Ryan Pierce – Jesse Bradford: Stagista della Casa Bianca assegnato a Josh e nipote di un potente Senatore. Alterna ragionevole ambizione e comportamenti scorretti e viene deliberatamente trattato con scortesia ed indifferenza da Josh. Al termine della stagione 5 diventa assistente di un Deputato odiato da Josh e da quel momento non compare né viene più nominato.
- Curtis Carruthers – Ben Murray:  Succede a Charlie Young come Assistente personale del Presidente (Stagione 6).

## Governo Federale degli Stati Uniti

### Ramo esecutivo

#### Gabinetto del Presidente
- Presidente
  - Josiah Edward "Jed" Bartlet (D) - Martin Sheen (Stagione 1-7, eccetto Ep. 5.01). Secondo quanto affermato dal creatore della serie, Aaron Sorkin, Bartlet non avrebbe dovuto essere un personaggio chiave nella serie. Nelle intenzioni degli autori, infatti, la figura del Presidente avrebbe dovuto comparire solo occasionalmente, all'incirca una volta ogni quattro episodi. In alcune occasioni, il Presidente Bartlet è stato impersonato anche da altri attori, in differenti periodi della sua vita. Nel finale della seconda stagione (Le due cattedrali), vi sono flashback sull'adolescenza del Presidente. In questi flashback il ruolo di Bartlet è affidato a Jason Widener. Nel finale della quarta stagione, è invece il figlio di Martin Sheen, Emilio Estevez, a interpretare in alcuni video un giovane Bartlet che gioca con sua figlia Zoey. Bartlet è nato e cresciuto nel New Hampshire ed è un diretto discendente di Josiah Bartlett, uno dei firmatari (realmente esistito) della Dichiarazione di indipendenza degli Stati Uniti. L'adesione di Jed Bartlet alla religione cattolica è dovuta all'influenza della madre, dal momento che suo padre avrebbe preferito che egli fosse protestante. Superò il test di ammissione al college (SAT) con un punteggio pari a 790/800; non soddisfatto, nonostante l'elevato punteggio, decise di ripetere il test, ottenendo tuttavia lo stesso risultato. Fu ammesso al Williams College ed alle Università di Harvard, e di Yale, ma decise di iscriversi all'Università di Notre Dame, essendo intenzionato a diventare sacerdote. Si è laureato con massima lode (summa cum laude); ha quindi conseguito un master e un dottorato in Economia presso la London School of Economics. Prima di entrare in politica, è stato professore di Economia presso il Dartmouth College. Parla quattro lingue, tra cui latino, inglese e tedesco. Ha ricevuto un Premio Nobel per l'economia. Sebbene inizialmente avesse deciso di diventare un sacerdote, cambiò opinione nel momento in cui conobbe la sua futura moglie, Abbey, che divenne successivamente un chirurgo toracico. Jed e Abby ebbero tre figli: Elizabeth Anne (detta Liz), Eleanor Emily (detta Ellie), e Zoey Patricia. Josiah viene descritto come un padre autorevole ma affettuoso, al contrario di suo padre, uomo freddo e rigido. Particolarmente importante è la figura del padre di Bartlet: nel finale della seconda stagione (Le due cattedrali) vengono mostrati diversi flashback in cui si osserva il rapporto di Jed con il padre e la durezza di quest'ultimo; inoltre, in un episodio della terza stagione di The West Wing ha luogo un duro confronto tra il Presidente e un membro del suo staff (Toby), che sosteneva che Jed avesse sviluppato una sorta di blocco psicologico verso il successo, dovuto al timore di dimostrare la propria superiorità nei confronti di suo padre, che più volte aveva abusato psicologicamente di lui e lo aveva maltrattato fisicamente. Tale affermazione di Toby ebbe un duro impatto sul Presidente, che nelle notti successive ebbe problemi di insonnia e si rivolse quindi alla consulenza di uno psichiatra. Jed Bartlet è affetto da sclerosi multipla recidivante-remittente; tuttavia, la sua malattia per lungo tempo è stata nota solo a 16 persone (Una difficile rivelazione) ed è tenuta nascosta alla popolazione.
  - Glen Allen Walken (R) (facente funzioni) - John Goodman (Eps. 4.22, 5.01, 5.02)
  - Matthew "Matt" Vincente Santos (D) - Jimmy Smits (Ep. 7.22)
- Vicepresidente
  - John Hoynes - Tim Matheson (Stagioni 1-4):  Rivale del Presidente Bartlet per la nomina presidenziale Democratica nel 1998, suo candidato alla vicepresidenza, e primo Vicepresidente. Dimessosi dall'ufficio durante degli attacchi per aver rivelato materiale classificato ad una donna con la quale aveva una relazione. Candidato per la nomination Democratica per le elezioni del 2006.
  - Robert 'Bingo Bob' Russell - Gary Cole (Stagioni 5-7):  Vicepresidente di Bartlet dopo le dimissioni di John Hoynes e uno dei candidati per la nomination Democratica per le elezioni del 2006.
- Presidente della Camera dei Rappresentanti
  - Jim Hohner - vedi Rappresentanti Repubblicani sotto.
  - Glen Allen Walken - vedi Rappresentanti Repubblicani sotto.
  - Jeff Haffley - vedi Rappresentanti Repubblicani sotto.
  - Mark B. Sellner - John Getz: vedi Rappresentanti Democratici sotto.
- Presidente pro tempore del Senato
  - Joseph Furman - vedi Senatori Repubblicani sotto.
- Segretario di Stato
  - Lewis Berryhill - William Devane (Stagioni 1-7):  Fu quasi nominato dal Presidente Bartlet per l'ufficio di Vicepresidente dopo le dimissioni di John Hoynes.
- Segretario al tesoro
  - Ken Kato  - Conrad Bachmann (Ep. 1.21)
  - Karen Browning  - Marcie Lynn Ross (Ep. 6.03)
- Segretario della Difesa
  - Miles Hutchinson - Steve Ryan (Stagioni 1-7)
- Procuratore generale
  - Dan Larson - Sherry Houston (Ep. 1.21)
  - Alan Fisk  - Dylan Baker (Ep. 5.9)
- Segretario degli Interni
  - Bill Horton - Edmund L. Shaff (Ep. 3.03)
- Segretario al Commercio
  - Mitch Bryce - Alan Dale (Ep. 4.01; 4.02; 4.23)
- Segretario del Lavoro
  - Carl Reed (Ep. 3.04; 3.08)
  - Jack Buckland (Ep. 3.03; 3.04)
- Segretario dell'Agricoltura
  - Roger Tribbey - Harry Groener (Ep. 1.12; 4.23)
- Ministro della Salute[8]
- Segretario della Casa e dello Sviluppo Urbano
  - Deborah O'Leary - CCH Pounder (Ep. 1.15)
  - Bill Fisher - Jim Jansen (Ep. 3.17)
- Segretario dei Trasporti
- Segretario dell'Energia
  - Ben Zaharian (Ep. 2.10)
  - Bill Trotter (Ep. 2.17; 2.18)
  - Gerald Deloit - Terry Bozeman (Ep. 6.04)
- Ministro dell'Educazione[8] (Ep. 2.08; 2.10; 4.06; 5.08)
- Segretario degli Affari dei Veterani

#### Altri ufficiali del ramo esecutivo
- Jeff Breckenridge: nominato da Bartlet quale Assistente del Procuratore Generale per i Diritti Civili.
- Martin Connelly: Assistente del Procuratore Generale nella Divisione Civile al Dipartimento di Giustizia, assegnato alla causa contro le compagnie di tabacco.
- Lesley Cryer: nominato da Bartlet come Viceministro del Commercio per lo Sviluppo Economico, nomina successivamente ritirata.
- Bob Slatterley — Thomas Kopache: Viceministro di Stato (Ep. 3.5; 3.15; 3.20; 3.21; 3.22; 4.3; 4.5; 4.8; 4.14; 4.17; 5.1; 5.13; 7.4; 7.5).
- Albie Duncan — Hal Holbrook: Viceministro di Stato (Ep. 3.7; 4.6).
- James Elkins: nominato da Bartlet come Viceministro dei Trasporti per l'Aviazione, nomina successivamente ritirata.
- Hal Garreth: Capo dell'Amministrazione Federale dell'Aviazione.
- Dr. Millicent Griffith — Mary Kay Place: Chirurgo Generale.
- Gerald Wegland: Viceministro dell'Energia.

##### Portavoce
- Donald Morales: Portavoce del Dipartimento delle Abitazioni e dello Sviluppo Urbano.
- Tad Whitney: Portavoce del Dipartimento di Stato. Aveva avanzato la sua candidatura come Vice addetto stampa della Casa Bianca, ma C.J. scelse Simon Glazer al suo posto.
- Gary Saunders: Vice Portavoce del Ministero dell'Energia.

#### Ex Presidenti degli Stati Uniti
- Presidente D. Wire Newman (D) — James Cromwell:  Ultimo Democratico alla Casa Bianca prima dell'amministrazione del Presidente Bartlet.
- Presidente Owen Lassiter (R) — (deceduto)
- Presidente facente funzioni Glen Allen Walken (R) — John Goodman:  Ex Presidente della Camera dei Rappresentanti. Fu Presidente degli Stati Uniti facente funzioni per circa due giorni dopo che Zoey Bartlet fu rapita e il Presidente Bartlet invocò il Venticinquesimo Emendamento. Dato che l'ufficio del Vicepresidente era vacante in quel momento, il Presidente della Camera dei Rappresentanti era il prossimo nella linea di successione presidenziale.

## Altri personaggi
Abigail Anne "Abbey" Bartlet (nata Barrington) è un personaggio immaginario della serie televisiva West Wing - Tutti gli uomini del Presidente, interpretata da Stockard Channing. Per questo ruolo l'attrice è stata candidata sei volte agli Emmy Awards dal 2000 al 2005, vincendone uno nel 2002. Moglie di Jed Bartlet dal 1967, Abbey è un famoso e competente chirurgo toracico. Laureata ad Harvard, all'inizio della serie esercita la professione medica da oltre venticinque anni; è un membro dello staff del New York-Presbyterian Hospital e insegna chirurgia toracica alla Harvard Medical School. Jed e Abbey hanno avuto tre figlie: Elizabeth, nell'episodio pilota già sposata e madre di una bambina di dodici anni; Eleanor, studentessa di medicina alla Johns Hopkins University; Zoey, ancora adolescente. Abbey è stata molto rigorosa nell'educazione delle figlie, arrivando a proibire loro di mangiare dolciumi (anche se viene rivelato che Jed glielo consentiva alle spalle della moglie). Inizialmente Abbey era l'unica persona a conoscenza della malattia del marito, la sclerosi multipla recidivante-remittente, e lo aiutava a tenerla nascosta somministrandogli il betaseron. Quando però un imprevisto la porta a dover confessare tutto a Leo McGarry, prende la decisione di non rinnovare la licenza medica durante la permanenza alla Casa Bianca (nonostante in seguito lavori come volontaria in una clinica di Washington). Abbey si fa promettere da Jed che concorrerà per un solo mandato per via della malattia, ma si infuria con lui dopo che infrange il patto. Il rapporto fra i due coniugi è soggetto ad alti e bassi nel corso della serie: ad esempio quando una manovra politica di Jed porta alcuni terroristi a rapire Zoey, Abbey lascia Washington per tornare nel New Hampshire, salvo poi ritornare per assistere il marito con i suoi problemi di salute. Per le prime due stagioni e nella settima, Abbey è un personaggio ricorrente; dalla terza alla sesta è un regular, nonostante in molti episodi non appaia. Generalmente la sua assenza è spiegata con dei viaggi di rappresentanza all'estero.